# Calabi-Yau-variëteit

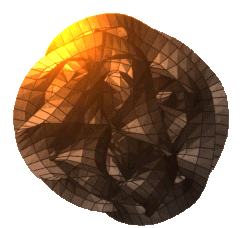
Een afbeelding van een Calabi-Yau-variëteit

De Calabi-Yau-ruimten zijn speciale complexe variëteiten van samengevouwen plooien en rondingen. Deze wiskundige objecten zijn ontwikkeld door Eugenio Calabi en Shing-Tung Yau uit de vergelijkingen van de supersnaartheorie. Deze speciale klasse van variëteiten speelt een belangrijke rol zowel in de algebraïsche meetkunde als in de theoretische natuurkunde in de supersnaartheorie voor het compactificeren van de ruimte. De bekendste, eenvoudigste en best bestudeerde Calabi-Yau-variëteiten zijn de complex-3-dimensionale (reëel-6-dimensionale) Calabi-Yau-variëteiten.

## Opgerolde dimensies
De Calabi-Yau-ruimte is een mogelijkheid om een aantal dimensies op te rollen tot ultra-kleine afmetingen. Het zijn eerder onzichtbare toevoegingen aan elk punt van de ons bekende drie dimensies. Ze zijn net zo onzichtbaar als de tijd, die als tijddimensie en in feite als vierde dimensie is toegevoegd.

## Ruimtebepaling
Deze vorm geeft een extra ruimtebepaling, die loodrecht staat op élk punt van de waarneembare ruimtelijke dimensies. Die richting is bekend, zie dimensie.
We zouden omringd zijn door deze uiterst minuscule golvende structuren. Elke beweging die we maken in welke richting dan ook, speelt zich af binnen de drie vertrouwde en tevens in meerdere ruimtelijke dimensies en wel in een bepaalde tijd.

## Groot aantal golvende vormen
Er zijn inmiddels tienduizenden Calabi-Yau-vormen, maar de vraag is welke van deze ruimten verantwoordelijk is voor de extra dimensies van de ruimtestructuur. Dit is een van de belangrijkste vragen die de snaartheorie wil beantwoorden. De gedetailleerde eigenschappen van de trillingspatronen van snaren, worden alleen met een duidelijke keuze voor een van de Calabi-Yau-vormen bepaald. Het trillingspatroon van zo'n snaar bepaalt o.a. de massa en de (positieve of negatieve) lading van de elementaire deeltjes. De vergelijkingen van de snaartheorie bepalen niet direct de afmetingen van de extra dimensies, maar omdat deze "opgerolde" toevoegingen niet zichtbaar zijn, moeten ze wel uiterst kleine afmetingen hebben.
De supersnaartheorie vereist het bestaan van meerdere dimensies om elementaire- en krachtoverdragende deeltjes in onder te brengen. Het graviton, dit is het krachtdragende deeltje van de zwaartekracht is nog niet waargenomen, maar wordt vermoed gevonden te worden in een van deze ruimtelijke veelvouden. Het foton, dat elektromagnetisme overdraagt, het gluon, dat de sterke kernkracht draagt en de intermediaire vectorbosonen (W en Z deeltjes) die de zwakke kernkracht overdragen (zie elementair deeltje) bevinden zich in de ruimte die we kennen.
Het elementaire deeltje dat tot vrij recent niet was gevonden, het higgsboson, dat verantwoordelijk is voor de massa van alle deeltjes, is ondertussen aangetoond tijdens de processen in de Large Hadron Collider.